# Фангаэху (река)
Фангаэху (также Уонгаху-Ривер; англ. Whangaehu) — река, протекающая в южной части Северного острова Новой Зеландии. Истоком является кратерное озеро горы Руапеху на центральном плато, впадает в Тасманово море в восьми километрах к юго-востоку от Уонгануи. Вода реки используется для нужд проекта электрогенерации Тонгариро. Река длиной 161 км течет в южном направлении и впадает в залив Саут-Таранаки возле поселения Фангаэху.

## Происшествие
Внезапное обрушение части стены кратера Руапеху 24 декабря 1953 года привело к крупнейшей железнодорожной аварии в Новой Зеландии - Тангивайской катастрофе. Лахар — внезапный прилив грязной воды — хлынул вниз по реке, значительно ослабив конструкцию железнодорожного моста в небольшом посёлке Тангивай. Через несколько минут ночной экспресс между Веллингтоном и Оклендом проехал по мосту, в результате чего он рухнул в бурные воды. Из 285 человек в поезде погиб 151 человек.

## Геология
В реку часто попадают токсичные химические вещества из-за вулканической активности на горе Руапеху и вокруг нее. Исток реки питается талой водой с небольшого ледника. Когда из озера выливается горячая вода, она быстро растапливает лед и снег в леднике, образуя туннель, похожий на пещеру, если смотреть снизу.

## Притоки
- Уахианоа (пр)
- Мангауэро (пр)